# Eyalet di Erzegovina
L'eyalet di Erzegovina (in turco Eyâlet-i Hersek) o pascialato d'Erzegovina, fu un eyalet dell'Impero ottomano dal 1833 al 1851. La sua capitale era Mostar.

## Storia
Il pascialato nacque inizialmente come sangiaccato nel 1462, con sua capitale Foča. Il primo sanjak-bey di Erzegovina fu Hamza Beg. La sede del sangiaccato fu poi spostata a Pljevlja (Taslidža). Il Sangiaccato di Erzegovina era parte dell'eyalet di Rumelia e più tardi entrò a far parte del pascialato di Bosnia.

### La rivolta bosniaca
Nel 1831, il kapudan bosniaco Husein Gradaščević occupò Travnik, chiedendo l'autonomia e la fine del governatorato militare in Bosnia. Nell'ambito delle rivalità tra bey e kapudani, il gran visir ottomano riuscì a rintracciare delle forze in Erzegovina guidate da Ali Agha Rizvanbegović, nativo dell'Erzegovina, presso Gradačac. La rivolta venne quindi repressa e nel 1833 venne costituito un nuovo eyalet di Erzegovina derivato dalla parte meridionale dell'eyalet di Bosnia e venne assegnato in governo proprio ad Ali Agha Rizvanbegović come ricompensa per il contributo dato alla repressione della rivolta. Questa nuova entità perdurò solo alcuni anni: dopo la morte di Rizvanbegović, il territorio tornò all'Eyalet di Bosnia.

## Geografia antropica

### Suddivisioni amministrative
L'eyalet di Erzegovina era formato dalle seguenti kaza: Prijepolje, Taslidža con Kolašin e Šaranci con Drobnjak, Čajniče, Nevesinje, Nikšić, Ljubinje-Trebinje, Stolac, Počitelj, Blagaj, Mostar, Duvno e metà della circoscrizione di Konjic che costituisce a parte meridionale della Neretva.